# Lessebo
Lessebo è una cittadina (tätort) della Svezia meridionale, situata nella contea di Kronoberg; è il capoluogo amministrativo della municipalità omonima.